# ليك بيل
ليك بيل (بالإنجليزية: Lake Bell)‏ مواليد 24 مارس 1979 في نيويورك، الولايات المتحدة، هي ممثلة وكاتبة سيناريو ومخرجة أمريكية بدأت مسيرتها الفنية عام 2001.

## الأعمال
- 2013: في عالم (الدور: كارول سولومان)
- 2016: الحياة السرية للحيوانات الأليفة (الدور:كلوي)
- 2019: الحياة السرية للحيوانات الأليفة 2 (الدور:كلوي)

## وصلات خارجية
- ليك بيل على موقع IMDb (الإنجليزية)
- ليك بيل على موقع روتن توميتوز (الإنجليزية)
- ليك بيل على موقع ألو سيني (الفرنسية)
- ليك بيل على موقع ميوزك برينز (الإنجليزية)
- ليك بيل على موقع أول موفي (الإنجليزية)
- ليك بيل على موقع بوكس أوفيس موجو (الإنجليزية)
- ليك بيل على موقع قاعدة بيانات الأفلام السويدية (السويدية)
- ليك بيل على موقع إن إن دي بي (الإنجليزية)
- ليك بيل على موقع قاعدة بيانات الفيلم (الإنجليزية)
- ليك بيل على موقع كينوبويسك (الروسية)